# Distrito de Tiruvannamalai
Tiruvannamalai es un distrito de India, en el estado de Tamil Nadu . 
En idioma tamil se escribe திருவண்ணாமலை (Tiruvaṇṇāmalai).
Comprende una superficie de 6191 km².
El centro administrativo es la ciudad de Tiruvannamalai.

## Demografía
Según el censo de 2011 contaba con una población total de 2 468 965 habitantes.